# Auxemma
- Commons
- Wikispecies

Auxemma é um gênero de plantas pertencente à família Boraginaceae.
É um gênero de plantas nativas do Brasil. O gênero compreende duas espécies: Auxemma oncocalyx e Auxemma glazioviana, ambas endêmicas da caatinga, no Nordeste brasileiro.